# Palacio de Peñaflor (Écija)
El palacio de Peñaflor, también conocido como palacio de los Balcones Largos, es un edificio urbano español del siglo XVIII de estilo barroco, situado en Écija, en la provincia de Sevilla, Andalucía. 

## Historia
Los orígenes de este palacio provienen de unas antiguas viviendas, procedentes del mayorazgo de Gallape, que fueron construidas en 1499 por Pedro de Aguilar. Estas primigenias residencias se van ampliando con la adquisición de unas casas colindantes en 1584 por parte de Luis de Aguilar Ponce de León al clérigo Alonso Tirado, que sufrieron unas obras de restauración entre los años 1587 y 1594. Las ampliaciones continuaron a lo largo de los siglos por parte del marquesado de Peñaflor.
La mayor parte del palacio visitable actualmente fue construido a comienzos del siglo XVIII por el IV marqués de Peñaflor, Antonio Fernández de Henestrosa, y sus obras se prolongaron hasta 1775. En estas edificaciones participaron numerosos profesionales: los arquitectos Diego Antonio Díaz y José Páez de Carmona; los maestros albañiles José Pérez Bueno y Bartolomé Bautista de Morales; los carpinteros José de Herrera, Luis castellanos y Bartolomé González Cañero; los canteros Juan Antonio Blanco, Pedro Fernández, Luis Francisco Cabello, Andrés de Zabala y José del Villar; el yesero Cristóbal Portillo; o los pintores Antonio Fernández y Fray Antonio de Molina, entre muchos otros.
El palacio fue residencia de la familia de Peñaflor hasta 1958, cuando falleció la marquesa viuda Isabel Angulo y Rodríguez de Toro sin descendencia. En su testamento decidió que sus bienes fueran administrados por la Fundación de los Excelentísimos Señores Marqueses de Peñaflor y de Cortes de Graena, y quiso que el Palacio fuese convertido en una escuela profesional y religiosa para varones de manera gratuita. No obstante, el edificio fue declarado como Monumento Histórico-Artístico en 1962, actualmente Bien de Interés Cultural, y la Fundación decidió crear las escuelas profesionales en un edificio de nueva planta a las afueras de la ciudad, por lo que ha ido variando su uso como sede la Fundación, biblioteca pública municipal, conservatorio de música, sala de congresos y exposiciones, así como Archivo de Protocolos Notariales de Écija.

### Recuperación
El edificio fue adquirido finalmente por el Ayuntamiento de Écija en 1992 y cayó en estado de abandono, llegando a entrar en la Lista roja de patrimonio en peligro. En 2004 el Ayuntamiento promovió un concurso público para convertirlo en un hotel de 58 habitaciones, que ganó la empresa Viturse S.L. y cuyo contrato tuvo que deshacerse en 2008 debido a que las obras estaban siendo objeto de investigación por parte del Juzgado de Primera Instancia e Instrucción número dos de Écija. Por lo tanto, su destino comenzó a dilucidarse en julio de 2015, cuando se aprobó una subvención de un millón de euros por parte del Ministerio de Fomento con participación del Ayuntamiento para restaurar el patio de entrada, el torreón, la portada principal y la cúpula de la escalera principal. Las obras concluyeron dos años más tarde incluyendo las caballerizas. El 2 de mayo de 2019 se inauguró un audiovisual con actores que presentan el palacio, así como mobiliario original del mismo en el denominado «despacho del marqués». Además, dos meses más tarde comenzó la segunda fase de restauración que incluía especialmente la recuperación del patio central del Palacio, sus galerías y su fuente ornamental, cuyas obras finalizaron el 25 de octubre y fue abierto al público a comienzos de diciembre de ese año.

## Descripción
El edificio está situado en la antigua calle de los Caballeros y destaca por sus formas curvas y por la profundidad que crea la fachada. Su tendencia horizontal se rompe con la verticalidad de la portada, que es de gran monumentalidad: adintelada con columnas sobre basamento que sostienen un frontón mixtilíneo que alberga en su interior el escudo de sus fundadores. 
En el segundo cuerpo se abre un balcón que servía para que los marqueses hicieran sus apariciones públicas. El balcón, flanqueado por columnas salomónicas sobre cabezas de leones, acentúa el carácter barroco. La torre-mirador, cuadrada, también contribuye a romper la horizontalidad del edificio.
El palacio se organiza en torno a un patio central de mediados del siglo XVIII rodeado por todas las habitaciones de la vivienda distribuidas en una planta baja y otra superior, teniendo veinte columnas de mármol blanco con bellos capiteles. En el centro una elegante fuente de mármol con doce caños que se suma a otras muchas repartidas por la casa, bajo la galería que forman los arcos, un original friso que cubre la parte baja, formado a base de placas de mármol negro de Córdoba, mármol rosa de Cabra y ágata de Lanjarón.
De gran interés artístico es la decoración de la escalera de acceso a la planta alta: tres arcos de medio punto apoyando en dobles columnas sobre pedestales preceden la cúpula de media naranja que cierra la caja de la escalera. La cúpula, dividida por ocho costillas que se unen en el centro por un florón, se decora toda con yeserías. Los elementos que aparecen son querubines, conchas, hojas de acanto e incluso dos estípites a ambos lados del retablo de Ntra. Sª. del Rosario. Es un programa decorativo realizado por Cristóbal Portillo a finales del siglo XVIII.
En su interior tiene espaciosos salones, luciendo algunos de ellos airosos cupulines con delicados rosetones y rica marquetería. Son importantes sus caballerizas con bella portada de estilo dórico y en sus interior tres naves con bóveda de arista sobre sólidas columnas. 
Es famoso su largo balcón corrido que sigue la curva de la calle, donde figuran pinturas al fresco policromadas, de paisajes con perfiles y marcos arquitectónicos y trompe l'oeils, obra del artista madrileño Antonio Fernández. Contiene bellos trabajos de escayola y todo su mobiliario original.